# Dopolavoro Ferroviario Rimini 1933-1934
Questa pagina raccoglie i dati riguardanti il Dopolavoro Ferroviario Rimini nelle competizioni ufficiali della stagione 1933-1934.

## Rosa
| N. |                   | Ruolo | Calciatore       |
| -- | ----------------- | ----- | ---------------- |
|    | Italia (bandiera) | A     | Alpini           |
|    | Italia (bandiera) | D     | Corrado Arduini  |
|    | Italia (bandiera) | D     | Astorre Benassi  |
|    | Italia (bandiera) | D     | Betti            |
|    | Italia (bandiera) | C     | Galliope Bianchi |
|    | Italia (bandiera) | A     | Luigi Bruni      |
|    | Italia (bandiera) | D     | Carbonelli       |
|    | Italia (bandiera) | D     | Casalini         |

| N. |                   | Ruolo | Calciatore        |
| -- | ----------------- | ----- | ----------------- |
|    | Italia (bandiera) | A     | Paolo Capra       |
|    | Italia (bandiera) | A     | Natale Compagnoni |
|    | Italia (bandiera) | P     | Guerrino Magnani  |
|    | Italia (bandiera) | C     | Antonio Pantani   |
|    | Italia (bandiera) | D     | Pattarello        |
|    | Italia (bandiera) | A     | Giordano Varoli   |
|    | Italia (bandiera) | D     | Vetti             |